# Filialkirche Köcking

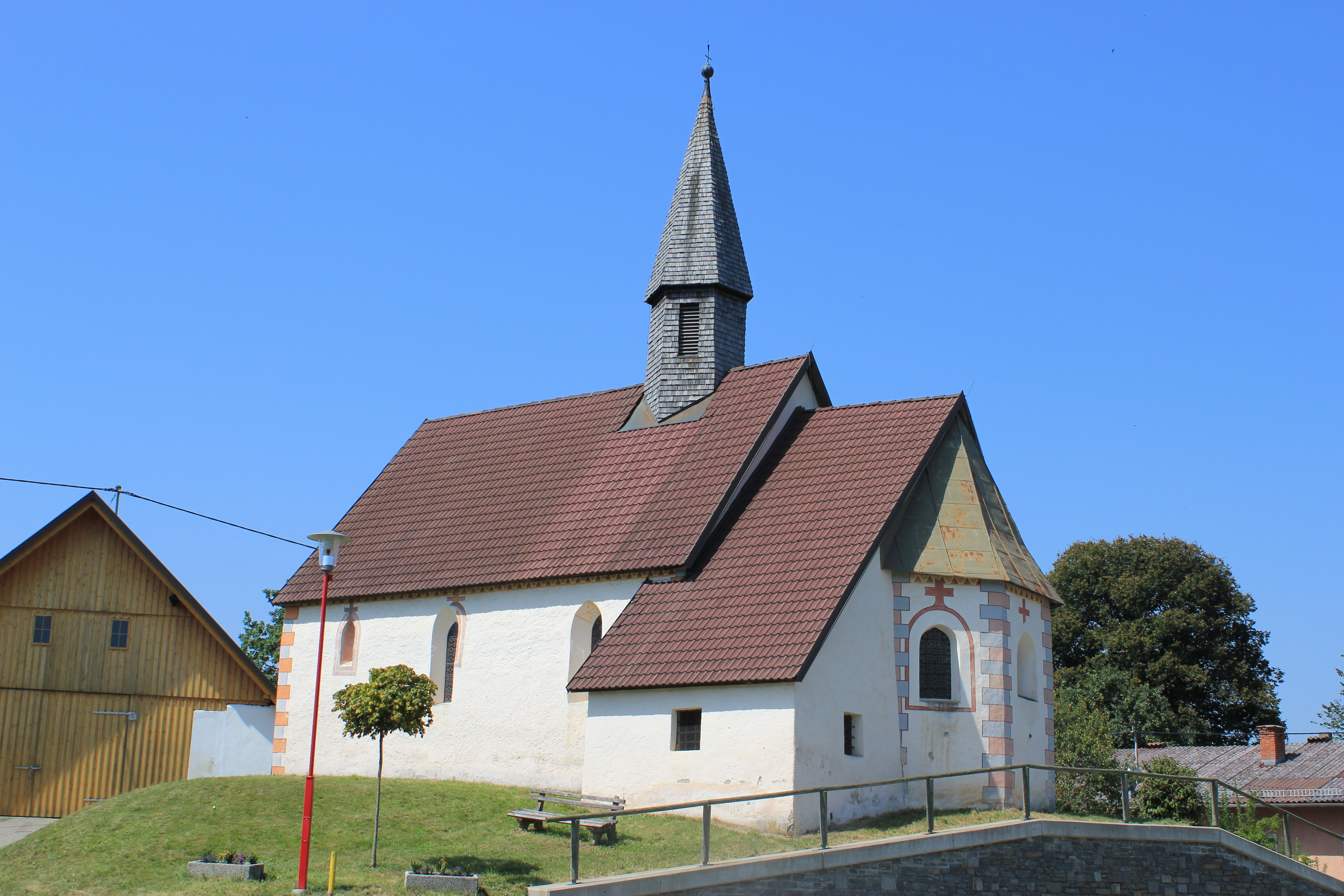

Die römisch-katholische Filialkirche Köcking in der Marktgemeinde Eberndorf in Kärnten ist den Heiligen Hermagoras und Fortunat geweiht. Die 1454 erstmals urkundlich genannte Kirche gehört zur Pfarre Eberndorf.

## Baubeschreibung
Das Gotteshaus ist ein kleiner gotischer Bau mit einem Dachreiter und einer rekonstruierten Architekturpolychromie des 16. Jahrhunderts. Das im Kern aus dem 13. Jahrhundert stammende Langhaus besitzt auf der Empore ein romanisches Schlitzfenster mit einer gemalten Rahmung. Die Flachdecke des Langhauses ist mit 1692 bezeichnet und ist in den vier Kassetten mit den Darstellungen der Heiligen Agnes, Margareta, Hermagoras und Fortunat bemalt. Ein spitzbogiger Triumphbogen verbindet das Langhaus und den eingezogenen, polygonalen Chor mit einem Kreuzrippengewölbe aus dem 14. Jahrhundert. An der Südseite des Chores ist die Sakristei angebaut.

## Einrichtung
Der Hochaltar aus dem letzten Viertel des 18. Jahrhunderts besitzt ein spätbarockes Altarretabel mit durchbrochener Mittelnische und seitlichen Opfergangsportalen und trägt die Skulpturen der beiden Kirchenheiligen.
Die beiden Seitenaltäre stammen aus dem 18. Jahrhundert. Der linke Seitenaltar mit klassizistischem Wandretabel zeigt am Mittelbild den heiligen Leonhard und im Aufsatzbild die Madonna. Der rechte Seitenaltar gleicht im Aufbau dem linken und stellt im Hauptbild die heilige Agnes und im Oberbild einen heiligen Bischof dar.